# Festivalul Internațional de Literatură și Traducere din Iași

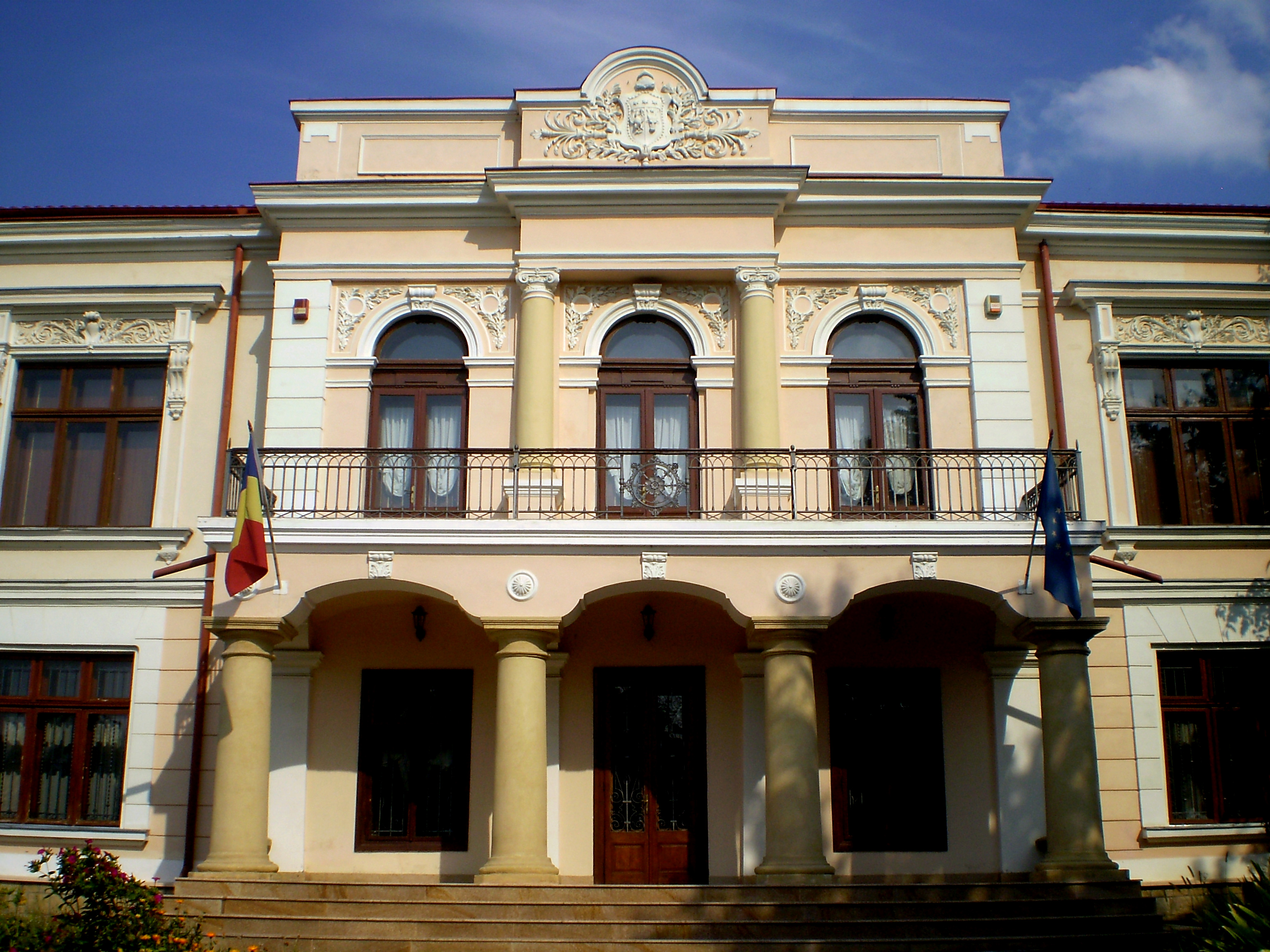
Muzeul Național al Literaturii Române din Iași

Festivalul Internațional de Literatură și Traducere Iași (FILIT) este un festival internațional de literatură în Iași. Festivalul se organizează anual începând cu anul 2013, de către Muzeul Național al Literaturii Române din Iași.

## Istoric
Festivalul se organizează la inițiativa scriitorilor ieșeni Dan Lungu, Florin Lăzărescu și Lucian Dan Teodorovici care își asumă diferite roluri în organizarea acestui festival. 
După ediția din 2013, cotidianul spaniol El País a declarat că FILIT „este deja, de la prima sa ediție, cel mai important festival literar din Europa de Est”, iar Frankfurter Allgemeine Zeitung a apreciat că „un eveniment de asemenea anvergură și de o asemenea croială europeană n-a mai existat vreodată în România”.

### Ediția I
A avut loc în perioada 23-27 octombrie 2013, printre numele importante ale scriitorilor străini invitați numărându-se: François Weyergans, Andrei Kurkov, David Vann (Marea Britanie), Aris Fioretos, Attila Bartis, Georgi Gospodinov, Jan Konneffke, François Garde, Jean Mattern sau Andrew Cowan.

#### Ediția a II-a
S-a desfășurat între 1-5 octombrie 2014. Ediția a doua, i-a avut printre invitați pe: Herta Müller, câștigătoare a Premiului Nobel pentru Literatură în anul 2009, scriitorul britanic David Lodge, scriitorul și scenaristul mexican Guillermo Arriaga, alături de Sahar Delijani, Edward Hirsch, Monika Peetz, Romain Puertolas, Care Santos , Nicolas Clement, Jens Christian Grøndahl, Andrew Louth, Patrick McGuinness, James Meek, Marius Daniel Popescu, Malgorzata Rejmer, Marius Szczygieł și Oksana Zabuzhko .

#### Ediția a III-a
S-a desfășurat între 1-4 octombrie 2015. Ediția a III-a a FILIT a fost inițial suspendată de organizatori, iar în cele din urmă s-a acceptat organizarea ei într-o formulă restrânsă față de anii precedenți, reducându-se atât numărul invitaților, cât și perioada de desfășurare a festivalului (de la cinci la trei zile). Printre numele importante prezente la această ediție s-au numărat scriitorii Horia-Roman Patapievici din România și Evgheni Vodolazkin din Rusia.

#### Ediția a IV-a
Desfășurat între 26-30 octombrie 2016, continua în formulă restrânsă din anul anterior. Printre invitații importanți ai festivalului s-au numărat laureații Premiului Goncourt Jean Rouaud și Nicolas Cavaillès.

#### Ediția a V-a
S-a desfășurat între 4-8 octombrie 2017. Organizatorii anunță revenirea la formula extinsă în primii doi ani de desfășurare a festivalului, fiind incluse secțiuni noi, restabilindu-se perioada de desfășurare a festivalului la cinci zile și sporindu-se numărul invitaților de prestigiu din țară și străinătate. Printre invitații de renume pentru această ediție se numără Svetlana Alexievici, laureată a Premiului Nobel pentru Literatură în anul 2015, Gao Xingjian, laureat al Premiului Nobel pentru Literatură în anul 2000, cea mai importantă scriitoare poloneză, Olga Tokarczuk, cel mai cunoscut scriitor român contemporan, Mircea Cărtărescu, scriitori britanici Jonathan Coe și Jim Crace, precum și scriitorul american Jeff Lindsay, creator al celebrului personaj central din Dexter.

#### Ediția a VI-a
S-a desfășurat între 3-7 octombrie 2018. Printre invitați de seamă se numără:  Jonathan Franzen, islandezul Jón Kalman Stefánsson, laureatul Premiului Goncourt 2017 Éric Vuillard, Sylvie Germain, Veronica Roth, Steinar Lone, Tomáš Zmeškal și alții.

#### Ediția a VII-a
S-a desfășurat în perioada 2-6 octombrie 2019. Printre invitații ediției din 2019: Richard Ford, Mihail Șîșkin, María Dueñas, Mathias Énard, Lionel Duroy, Sjón, Kim Leine, Herman Koch, Aslı Erdoğan, Ahmed Saadawi, Svetislav Basara, Drago Jančar, Geneviève Damas, Faruk Šehić.

#### Ediția a VIII-a
Programată pentru a se desfășura în perioada 30 septembrie - 4 octombrie 2020, a fost suspendată în a doua zi datorită identificării în cadrul organizatorilor, a cinci persoane confirmate pozitiv pentru infecția cu noul coronavirus SARS-CoV-2.